# Kyle Rayner
Kyle Rayner is een personage uit de strips van DC Comics. Hij is een van de superhelden die de naam Green Lantern draagt, en staat verder ook bekend als Ion. Hij werd bedacht door schrijver Ron Marz en tekenaar Darryl Banks, en maakte zijn debuut in Green Lantern vol. 3, #48.
Kyle werd vooral geïntroduceerd door DC Comics als een jongere vervanger voor Hal Jordan, in de hoop zo een nieuw jonger publiek aan te trekken.

## Biografie
Kyle Rayner was voordat hij Green Lantern werd een getalenteerde freelance kunstenaar. Hij woonde en werkte in Los Angeles. Nadat Hal Jordan onder invloed van Parallax het gehele Green Lantern Corps had verwoest, werd Kyle Rayner uitgekozen om de laatste Power Ring te gebruiken. Daarmee was Kyle lange tijd de laatste Green Lantern.
Kyles vriendin, Alexandra, hielp Kyle te trainen voor zijn nieuwe rol als superheld, maar werd later vermoord door de schurk Major Force. Kyle liet zich voor zijn heldenleven inspireren door grote helden als Superman en Batman. Toen hij ontdekte dat de energie uit zijn ring elke gewenste vorm kon aannemen, liet hij zijn fantasie de vrije loop. Hij maakte onder andere fantasiewezens, animepersonages, mecha, futuristische wapens en personages uit zijn favoriete stripboek. Hoewel sommigen de bruikbaarheid van deze constructies in twijfel trokken, maakte het Kyle wel tot een onvoorspelbare tegenstander.
Kyle sloot zich aan bij de superheldengroep New Titans, maar werd al snel lid van de Justice League. Hier had hij korte tijd een rivaliteit met Flash (Wally West), die nog samengewerkt had met Hal Jordan. Rayner werd daarentegen direct goede vrienden met Jade, de dochter van Alan Scott (de eerste Green Lantern).
Kyles eerste grote uitdaging was de strijd met Oblivion, een wezen gevormd uit Kyles angsten. Oblivion versloeg eigenhandig de Justice League, maar werd door Kyle verslagen toen die zijn angsten onder ogen zag.
Nadat Hal Jordan zich opofferde om de Aardse zon weer te doen ontbranden, voegden de energie van Hals ring en die van Oblivion zich samen met Kyle. Dit maakte Kyle tot een oppermachtig wezen genaamd Ion. Als Ion kon Kyle tijd en ruimte manipuleren. Deze almacht had een keerzijde: Ion was verbonden met alles in het universum en had derhalve enorme verantwoordelijkheden. Kyle wilde niet zijn menselijkheid opofferen om deze zware taak te dragen, en deed vrijwillig afstand van de kracht. Wel gebruikte hij Ions kracht om de centrale krachtbron van de Green Lanterns weer te herstellen, zodat de Guardians of the Universe eindelijk een nieuw Green Lantern Corps konden oprichten. Tevens gebruikte Kyle Ions kracht om zijn eigen Power Ring wat te verbeteren: zijn ring was nu niet langer machteloos tegen gele voorwerpen (een zwakke plek in vrijwel elke Green Lantern Power Ring), hoefde niet om de 24 uur te worden bijgeladen, en keerde altijd automatisch naar Kyle terug indien Kyle de ring verloor.
Tijdens de Rebirth verhaallijn vond Kyle Hal Jordans lichaam, en riskeerde zijn leven om hem te helpen. Kyle kreeg hierdoor een speciale status binnen het Corps, en mocht ook op missies in andere delen van de ruimte.
Kyle veranderde voor een tweede keer in Ion tijdens de Infinite Crisis verhaallijn. Deze transformatie volgde na de dood van Jade, die haar krachten overdroeg op Kyle. Ditmaal bleef Kyle langere tijd Ion. Dit totdat hij werd geconfronteerd door Sinestro. Sinestro onthulde aan Kyle dat Ion, net als Parallax, een soort symbiotisch wezen was, en dat Kyle zonder het te weten diende als Ions gastlichaam. Met geweld haalde hij Ion uit Kyle, waarna Kyle werd overgenomen door Parallax. Als Parallax vocht Kyle onbewust mee met Sinestro, totdat hij zich dankzij Hal Jordan wist te ontdoen van de parasiet.

## Krachten en vaardigheden
Als Green Lantern beschikt Kyle over de krachten die elke Green Lantern bezit.
Als Ion is hij bijna almachtig. Hij gebruikt als Ion zowel de central krachtbron van de Green Lanterns, als de Starheart (de krachtbron van de eerste Green Lantern) voor energie. Als Ion kan Kyle tijd en ruimte manipuleren, de realiteit veranderen en zelfs de doden weer tot leven brengen. De meeste van Ions krachten komen dankzij een wezen dat zich bindt aan mensen met een sterke wilskracht.

## In andere media
- Kyle Rayner had een gastoptreden in de serie Superman: The Animated Series, in de aflevering "In Brightest Day." Zijn stem werd gedaan door Michael P. Greco. In de serie was hij een medewerker van de Daily Planet, alvorens te worden uitgekozen om een Green Lantern te worden.
- Kyle had cameo’s in de series Justice League en the Justice League Unlimited.